# 누리꾼수사대
누리꾼수사대 혹은 네티즌수사대는 인터넷 신조어 중 하나로, 온라인 상에서 떠도는 소문 혹은 사실에 대해 낱낱이 파헤쳐 공개하는 누리꾼들을 의미한다. 누리꾼수사대는 각종 포털에 남겨진 개인정보의 흔적을 찾아내 조합해 신상을 털거나 사건을 재구성한다. 누리꾼수사대는 특정한 집단을 지칭하는 것이 아닌 자발적으로 여러 활동을 하는 누리꾼들을 의미한다.

## 활동
누리꾼수사대는 대표적으로 엘리베이터로우킥녀 사건, 홍대여대생택시살인 사건, 2002년 김동성 선수 실격 등 한국에 불리한 판정을 수 없이 내린 호주 쇼트트랙 심판 제임스 휴이시의 집 사진과 포르노 다운로드 내역 등을 밝혀내는 등 순기능을 가진 반면 동시에 무분별한 신상털이와 개인정보 침해, 경찰 수사에 혼선을 주는 등의 역기능을 가지고 있다.
대표적으로 '성폭행 가해 학생 입학사정관제 교사 추천으로 합격'과 '서산 아르바이트 여대생 성폭행 당한 뒤 자살' 사건이 있다. 누리꾼수사대는 성균관대학교에 입한한 학생의 실명와 출신 고등학교는 물론, 수상 내역까지 공개하는 치밀함을 보였으나 성균관대학교 입학생과 함께 성폭행에 가담했었던 다른 학생들의 진학 대학은 잘못 공개함에 따라 혼란을 가중 시키기도 했다.
서산 아르바이트 여대생 자살 사건에서는 개인정보 침해가 더욱 심각했다. 피의자가 개설한 것으로 추정되는 홈페이지에 접속해 피의자의 사진 등을 공개했으며 사건 장소인 피의자의 상점이 실시간 검색어 1위를 차지하는 등 온라인상에서 폭발적으로 퍼져나갔다. 특히 피의자와 스스로 목숨을 끊은 여대생 사이의 부적절한 관계를 추정하는 추리하는 등의 근거 없는 이야기 퍼지면서 피해자와 유가족에게 또 다른 상처를 남기기도 했다.

## 대표적인 누리꾼수사대

### 코찰청
흔히 코찰청으로 알려져 있는 누리꾼수사대는 디시인사이드의 코미디 프로그램 갤러리와 경찰청의 합성어이다. 코찰청은 여중생 졸업식 폭력 뒤풀이 동영상 사건의 가해자를 찾아 내기도 했다.